# AK-12
Le Kalachnikov AK-12 (en russe : Автомат Калашникова 12) est un fusil d'assaut conçu et développé en Russie. Il s'agit d'une profonde évolution du fusil d'assaut AK-74M, annoncée début 2012 par les autorités russes, d'abord repoussée pour être finalement adoptée officiellement courant 2018.
Il a connu plusieurs modifications depuis le modèle de 2012, mais reste  proche de l'AK-47 original sur les plans mécanique et fonctionnel. Il existe aussi une version en 7,62×39 mm M43 dénommée AK-15. Une version en 5,56 × 45 mm OTAN a également été développée à la demande de potentiels clients export appelée AK-19.

## Histoire
Les origines de l'AK-12 remontent aux décevants essais menés sur les AK-107 et AK-109 qui étaient dotés d'un système de réduction du recul : trop complexes, trop chers et déjà obsolètes avant même leur potentielle entrée en service. La société Izhmash se retrouvait alors dans une impasse car incapable de proposer une arme compétitive pour le projet Ratnik qui visait à renouveler l'équipement du fantassin russe. En 2011, l’arrivée d'un nouveau directeur général, Vladimir Zlobin en provenance de l'usine TsKIB SOO de Toula, va relancer l'entreprise avec le développement et la présentation d'un nouveau fusil à la conception plus simple et appelé AK-12. Présenté dans les médias, il possédait un sélecteur de tir de forme triangulaire, une crosse ajustable et un rail Picatinny sur le dos. Chambré logiquement en calibre 5.45x39mm, il utilisait des chargeurs standards d'AK-74M.
Cet AK-12 accompagné d'une version en 7.62x39mm (appelée AK-15) sera soumis aux essais dans le cadre du programme Ratnik en 2014 et les résultats s'avèreront catastrophiques. Peu fiables mécaniquement, peu résistants structurellement et de plus trop chers à produire, l'AK-12 et l'AK-15 sont écartés au profit des fusils A545 et  A762.
Toutefois, un nouveau changement de direction à la tête d'Izhmash durant l'année 2014 va entraîner une relance complète du projet AK-12 qui sera repris par l'ingénieur Sergey Urzhumtse qui travaillait auparavant pour l'usine Molot. La nouvelle équipe décide de repartir sur une conception plus traditionnelle, ce qui aboutira dans un premier temps au fusil AK-400, version améliorée d'une version spéciale de l'AK-103 dont il reprend le cache-flamme, la crosse et le système de rails Picatinny. L'AK-400 se distinguait toutefois par son canon flottant alors qu'il était attaché au garde-main sur les fusils AK classiques. Le tube d'emprunt des gaz a également été modifié pour être plus rigide et résistant et plus simple à nettoyer. Les ingénieurs d'Izmash vont également doter l'AK-400 d'un sélecteur de tir incluant un mode "rafale de deux coups" à la demande du ministère russe de la Défense et une poignée plus ergonomique. La conception de l'AK-400 a été terminée en 2015 et il est immédiatement proposé à l'essai, l'entreprise ne perdant pas espoir que son fusil soit adopté par l'armée russe. Au passage, l'arme est renommée AK-12, même si elle n'a pratiquement plus rien à voir avec celle qui était présentée sous le même nom en 2014.
Les essais s'avèrent nettement plus positifs et début 2016, le ministère russe de la Défense annonçait que les AK-12 et AK-15 remplissaient les exigences techniques, recevant au passage la dénomination officielle GRAU 6P70 .
De nouveaux essais sont organisés en 2017 ou l'AK-12 retrouve les A545 et A762 de l'entreprise ZiD. Cette fois, il remporte définitivement les tests et est recommandé pour une adoption générale tandis que les A545 et A762 sont recommandés pour les forces spéciales.
La production en série est alors annoncée pour l'année 2019.
Dès 2020, une version à l'ergonomie améliorée est présentée lors du salon Army 2020 et dénommée GRAU 6P70M pour l'AK-12 et 6P71M pour l'AK-15.
L'AK-12 est employé massivement au combat lors de l'invasion de l'Ukraine en février 2022, aussi bien par les unités régulières de l'armée russe que les combattants du groupe Wagner. Les Ukrainiens vont également en récupérer plusieurs exemplaires et les retourner contre leurs anciens propriétaires. Assez rapidement, les soldats russes font remonter toute une série de critiques sur leur nouveau fusil d'assaut (inutilité du mode rafale de deux coups, frein de bouche incompatible avec un silencieux, etc.), poussant le fabricant à développer une version améliorée,.  

## Conception technique
L'AK-12 fonctionne comme ses prédécesseurs par emprunt de gaz et piston, le verrouillage de la culasse étant assuré par des tenons rotatifs. Le piston est toutefois plus court que sur les précédents fusils Kalachnikov de manière à réduire le relèvement de l'arme au moment du tir. L'AK-12 dispose d'un canon flottant indépendant du garde-main, diminuant les vibrations au moment du tir et garantit une meilleure précision. Le tube d'emprunt des gaz positionné au-dessus a également été redessiné pour être plus simple à nettoyer.

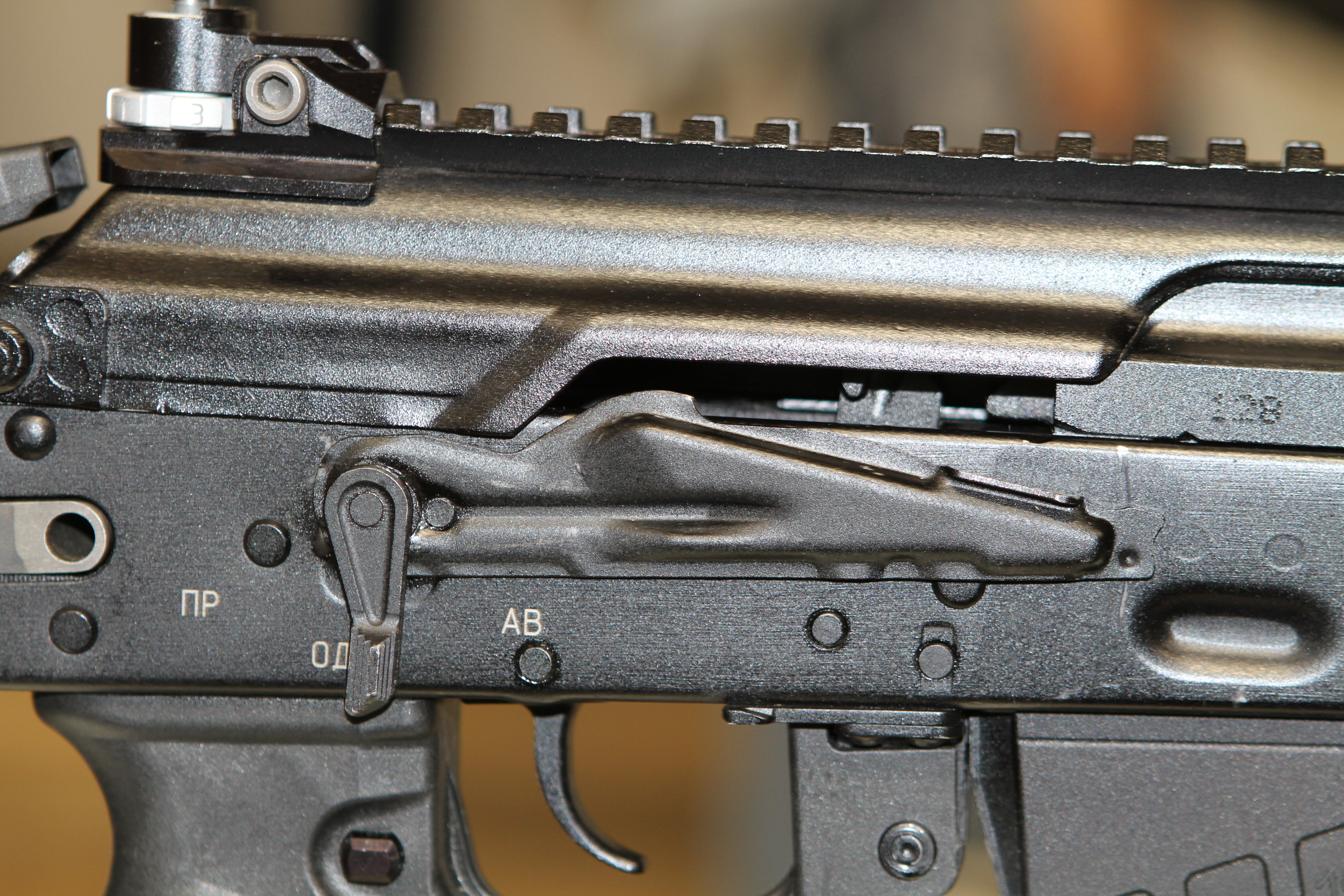
Gros plan sur le sélecteur de tir de l'AK-12.

Le sélecteur de tir comprend une position sécurité, coup par coup, rafale libre et rafale de deux coups. D'abord triangulaire sur les prototypes, il reprend le levier des précédentes générations de fusils d'assaut Kalachnikov.
Autre différence par rapport aux anciennes générations : la hausse n'est plus tangentielle montée à l'avant de la chambre, mais une hausse à œilleton montée à l'arrière du couvre-culasse. Cette augmentation de la longueur de la ligne de mire corrige un défaut bien connu des anciennes générations de Kalachnikov. Les organes de visée mécaniques peuvent logiquement être démontés et remplacés par des systèmes de visée optiques montés sur le rail Picatinny sur le dos de l'arme comme sur tous les fusils d'assaut modernes.
Le canon se termine par un frein de bouche à plusieurs évents destinés à limiter le recul vertical et le débattement vers la droite au moment du tir, ce qui était également un des défauts des AK-74 et AK-74M. Un dispositif intégré au frein de bouche repousse également les gaz vers l'avant afin de compenser le recul. Le frein de bouche peut facilement être remplacé par un modérateur de son.
L’approvisionnement se fait par des chargeurs en polymère de 30 cartouches, avec des fenêtres d'observation au niveau des cartouches 10, 15, 20, 25 et 30 pour connaître l'état d’approvisionnement du fusil. L'AK-12 peut également accueillir les anciens chargeurs d'AK-74, RPK-74 ainsi que le chargeur tambour de 95 cartouches du RPK-16. En revanche, les chargeurs de l'AK-12 ne peuvent pas être montés sur les fusils Kalachnikov des générations antérieures.
Une nouvelle crosse pliable rabattable sur le côté gauche et pouvant être réglée en fonction de la morphologie du tireur a aussi été développée, facilitant ainsi la prise en main de l'arme. Le tube de la crosse est creux afin de pouvoir y ranger des baguettes de nettoyage tandis que la poignée-pistolet est dotée d'un espace de rangement pour accueillir un petit kit de maintenance.
L'apparition de rails standard Picattiny permet également d'équiper l'arme de divers accessoires comme des lampes-torches, pointeurs lasers, poignées de garde-main. Sur la partie inférieure, il est toujours possible de monter une baïonnette ou des lance-grenades de type GP-25, GP-30 et GP-34 de la même façon que les AK-47 et AK-74.
Enfin, la conception de l'AK-12 facilite le changement du canon qui peut être remplacé sans devoir démonter entièrement l'arme.
Les accessoires standards comprennent trois chargeurs, un kit de nettoyage et sa burette d'huile de lubrification, une baïonnette et un modérateur de son. 

## Variantes et versions
La version standard est simplement appelée AK-12 et est chambrée en 5.45x39mm avec un canon de 415mm, dispose d'une crosse pliable et ajustable ainsi que de rails permettant le montage d'accessoires. Le canon d'une longueur de 415mm est doté d'un frein de bouche pouvant recevoir un modérateur de son. Une version à canon court dénommée AK-12K a été présentée lors du salon Army 2017 de Moscou.
Une variante destinée aux forces spéciales dévoilée lors du salon Army 2021 appelée AK-12SKP dispose d'un garde-main entièrement en aluminium et doté de points de montage M-LOK. Cette version ne possède pas de mode de tir "rafale de deux coups", conservant uniquement le coup par coup et la rafale libre.

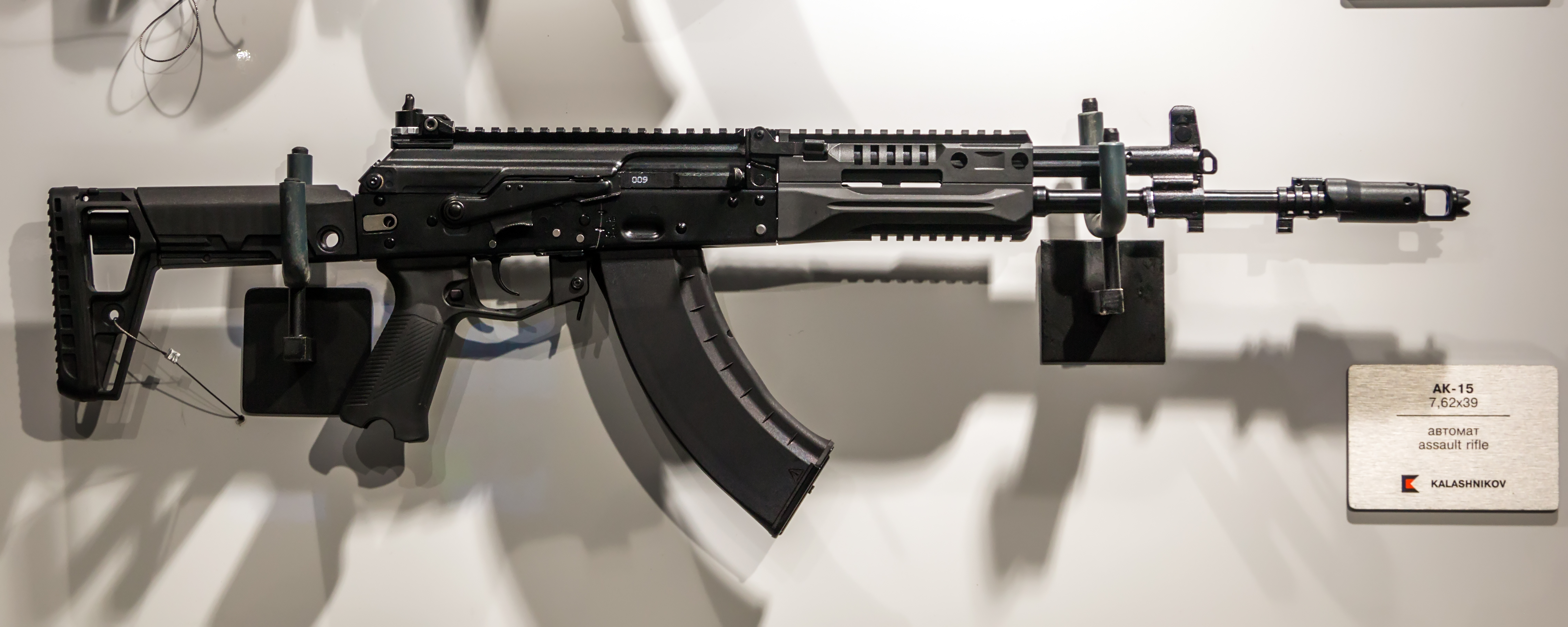
L'AK-15 chambré en 7.62x39mm.

La version chambrée en calibre 7.62x39mm appelée AK-15 possède les mêmes fonctionnalités et la même ergonomie et existe également avec un canon raccourci sous le nom AK-15K.
La RPK-16 est une mitrailleuse légère alimentée par un chargeur tambour de 95 cartouches et dotée d'un canon long. Mécaniquement très proche du fusil d'assaut dont elle dérive, elle dispose toutefois d'un canon plus épais et facilement démontable ainsi que d'un frein de bouche spécifique. Le boîtier de culasse est également plus massif et robuste et peut être rabattu vers le haut pour l'entretien de l'arme. 
Kalachnikov Concern a développé une version en calibre 5.56x45mm OTAN dénommée AK-19 pour l'exportation. Présentée lors de l'édition 2020 du salon Army, elle se caractérise par quelques modifications mineures comme un frein de bouche redessiné, une nouvelle crosse ajustable, une nouvelle poignée-pistolet et des organes de visée redessinés. À noter que sa crosse en forme de « L » sera par la suite reprise sur toutes les nouvelles versions de l'AK-12. Une autre version destinée à l'exportation et dénommée AK-308 est chambrée pour la cartouche 7.62x51mm OTAN et dispose d'un mécanisme renforcé pour absorber le recul de la munition. Son frein de bouche est également spécifique. 
L'AK-12 est également relié à la famille des fusils AK-200, même s'ils n'en sont pas dérivés. Les AK-200 sont une modernisation des fusils de la série AK-100 qui reprennent certains éléments des AK-12 comme sa crosse ou ses chargeurs. Néanmoins, ils conservent les organes de visée classiques des AK antérieurs.
Une version civile de l'AK-12 a été développée et commercialisée sous le nom AK TR3 à partir de 2019. Disponible en calibres 5.56x45mm ou en 7.62x39mm, elle dispose d'un sélecteur de tir comprenant uniquement deux positions (sécurité et coup par coup) et ne peut tirer lorsque la crosse est rabattue afin de se conformer aux législations sur les armes civiles. Sa platine qui contient le mécanisme de détente est spécialement conçue pour empêcher d'éventuelles modifications pour lui permettre de tirer en mode automatique. Commercialisée sous la dénomination Izhmash, la filiale de Kalachnikov chargée du marché civil, ce modèle est parfois dénommé Saïga AK-12. 

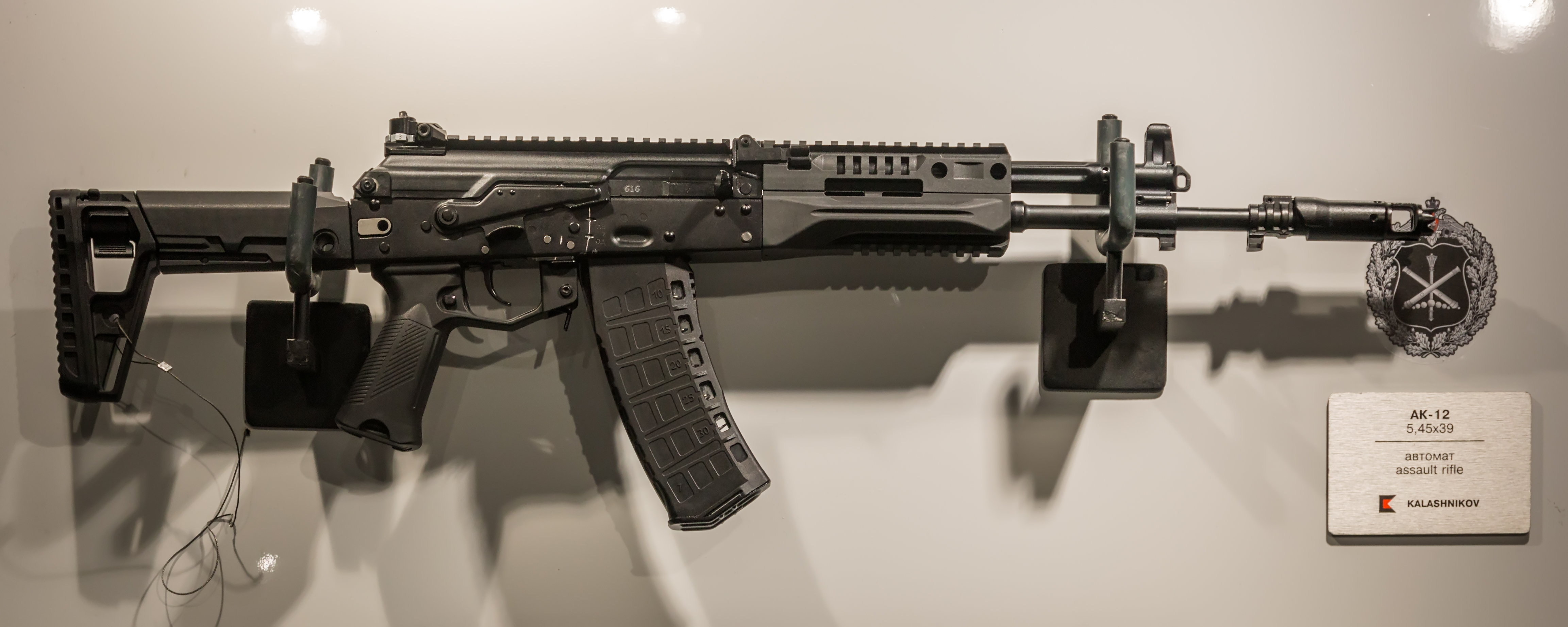
L'AK-12 modernisé.

En 2023, le fabricant présente une nouvelle version modifiée sur la base des retours de la guerre en Ukraine - dénommée AK-12M1 - le frein de bouche est modifié et peut accueillir un silencieux sans qu'il soit nécessaire de le démonter, le garde-main est renforcé, les organes de visée mécaniques améliorés, quelques modifications ergonomiques sont apportées et le levier d'armement est modifié. Enfin, le mode rafale de deux coups jugé inutile est supprimé. Les premières livraisons de cette nouvelle version commencent en 2025. 

## Utilisateurs
- Arménie : en août 2018, l'Arménie signe un contrat pour la production sous licence des fusils AK-12 et AK-15. Des membres des forces spéciales arméniennes ont également été aperçus utilisant des AK-12 lors d'un exercice[13].
- Belarus : une "petite quantité" d'AK-12 ont été achetés selon une information de février 2021[14].
- Corée du Nord : un fusil d'assaut assez similaire à l'AK-12 a été vu dans les mains de Kim Jong-un au cours d'un exercice militaire en 2024[15].
- Kazakhstan : le Kazakhstan a annoncé en 2021 avoir acquis un certain nombre d'AK-12[16].
- Qatar : des AK-12 ont été aperçus aux mains de soldats qataris lors d'un défilé militaire en décembre 2018[17].
- Russie : l'AK-12 a commencé à entrer en service à partir de 2018 à raison de 2 500 exemplaires. Par la suite, le ministère russe de la Défense a signé une série de contrats visant à le produire en grande quantité afin de remplacer progressivement les fusils AK-74M en service. Il est massivement utilisé dans la guerre en Ukraine depuis février 2022.
- Syrie : des AK-12 sont utilisés par la 25e division des forces spéciales syriennes.
- Ukraine : des AK-12 ont été capturés par les forces ukrainiennes lors de la guerre contre la Russie depuis février 2022 et retournés contre leurs anciens propriétaires[18].

## Culture populaire
L'AK-12 et plusieurs de ses variantes apparaissent dans plusieurs jeux vidéo, que ce soit la version prototype ou la version définitive.
Il est présent dans plusieurs épisodes de la série des Call of Duty, des Battlefield ou de la franchise Ghost Recon. Il est également disponible avec l'AK-15 dans le jeu massivement multijoueurs Warface et dans une extension d'Arma 3. On le trouve également dans Killing Floor 2, Far Cry 5 et dans Payday 2 et Black Squad. Il est également présent dans Rainbow Six Siege. L'AK-15 est également disponible dans le jeu multijoueur World War 3. Un patch sorti en 2023 rend également l'AK-12 disponible dans Escape from Tarkov et Squad. On peut également le voir dans Call to Arms sorti en 2018. L'AK-12 est également présent dans le Delta Force de 2024 . Un AK-12 est également accessible dans Caliber avec le pack cosmétique Chernobog. Les AK-12 et AK-15 sont jouables dans Call to Arms. Les 4 modèles AK-12, AK-15, AK-19 et AK-308 sont également utilisables et entièrement personnalisables dans le jeu Gray Zone Warfare depuis la mise à jour 0.2 "Night Ops" du 27 novembre 2024
Le fusil d'assaut était également jouable dans le battle-royale multijoueurs Ring of Elysium sorti en 2018 et qui a fermé ses portes en 2023. 
Des AK-12 et AK-15 apparaissent dans la mini-série télévisée finlandaise Conflict où ils sont utilisés par des mercenaires.  
Des AK-12 sont également visibles dans les mains de soldats russes dans la bande-dessinée de science-fiction Brouillage intégral parue aux éditions Delcourt.
Plusieurs fabricants d'airsoft proposent également des répliques d'AK-12.